# Liga das Nações da CONCACAF C de 2019–20
A Liga das Nações da CONCACAF C de 2019–20 foi a terceira e mais baixa divisão da edição 2019–20 da Liga das Nações da CONCACAF, a temporada inaugural da competição de futebol que envolveu as 41 seleções nacionais masculinas de futebol da CONCACAF.

## Formato
A Liga C é composta por 13 seleções, as que ficaram entre as posições 23 e 34 das eliminatórias, juntamente com a Guatemala, que foi suspensa no prazo pra entrar nas qualificações da competição. A competição será dividida em quatro grupos: três com três equipes e um com quatro. As equipes competirão jogando contra as outras do seu grupo em casa e fora, durante as datas FIFA de setembro, outubro e novembro de 2019. Ao final dos jogos, o primeiro colocado de cada grupo será promovido à divisão B da próxima edição do torneio.
Em setembro de 2019 a CONCACAF anunciou que a Liga das Nações servirá como eliminatória para a Copa Ouro da CONCACAF de 2021 (nenhuma seleção irá se classificar automaticamente). Os quatro primeiros colocados na Liga C irão participar de uma eliminatória.

### Sorteio
As seleções foram divididas nos potes da Liga C de acordo com sua posição no Ranking da CONCACAF de novembro de 2018.
| Seleção   | Pts   | Rank |
| --------- | ----- | ---- |
| Guatemala | 1.419 | 8    |
| Guadalupe | 1.054 | 17   |
| Bonaire   | 766   | 27   |
| Barbados  | 707   | 29   |

| Seleção         | Pts | Rank |
| --------------- | --- | ---- |
| Porto Rico      | 665 | 30   |
| Bahamas         | 582 | 33   |
| Ilhas Caimã     | 532 | 34   |
| Turcas e Caicos | 453 | 36   |

| Seleção                  | Pts | Rank |
| ------------------------ | --- | ---- |
| Ilhas Virgens Americanas | 392 | 37   |
| São Martinho Francês     | 338 | 38   |
| São Martinho Neerlandês  | 328 | 39   |
| Ilhas Virgens Britânicas | 257 | 40   |
| Anguila                  | 250 | 41   |

O sorteio da fase de grupos aconteceu no The Chelsea em Las Vegas, Estados Unidos, em 27 de março de 2019.

## Grupos
A lista de partidas foi confirmada pela CONCACAF em 21 de maio de 2019.
| Legenda | Legenda                                                                                             |
| ------- | --------------------------------------------------------------------------------------------------- |
|         | Promoção a Liga B de 2022–23 Avança para a primeira fase das eliminatórias para a Copa Ouro de 2021 |

### Grupo A
| Pos. | Seleção                  | Pts | J | V | E | D | GP | GC | SG  |
| ---- | ------------------------ | --- | - | - | - | - | -- | -- | --- |
| 1    | Barbados                 | 12  | 6 | 4 | 0 | 2 | 14 | 4  | +10 |
| 2    | Ilhas Caimã              | 12  | 6 | 4 | 0 | 2 | 7  | 8  | –1  |
| 3    | São Martinho Francês     | 9   | 6 | 3 | 0 | 3 | 7  | 8  | –1  |
| 4    | Ilhas Virgens Americanas | 3   | 6 | 1 | 0 | 5 | 3  | 11 | –8  |

|                          | Barbados | Ilhas Cayman | São Martinho (França) | Ilhas Virgens Americanas |
| ------------------------ | -------- | ------------ | --------------------- | ------------------------ |
| Barbados                 |          | 3–0          | 4–0                   | 1–0                      |
| Ilhas Cayman             | 3–2      |              | 1–0                   | 1–0                      |
| Saint Martin             | 1–0      | 3–0          |                       | 1–2                      |
| Ilhas Virgens Americanas | 0–4      | 0–2          | 1–2                   |                          |

| 5 de setembro de 2019 | Ilhas Virgens Americanas | 0 – 2     | Ilhas Caimã       | Bethlehem Soccer Stadium, Santa Cruz |
| 15:00 (UTC−4)         |                          | Relatório | Martin 60', 90+4' | Árbitro: SKN Tristley Bassue         |

| 5 de setembro de 2019 | Barbados                                  | 4 – 0     | São Martinho Francês | Wildey Turf, Bridgetown          |
| 18:00 (UTC−4)         | Leacock 4' · Blackman 15', 49' · Gale 64' | Relatório |                      | Árbitro: HAI Patrick Senecharles |

| 8 de setembro de 2019 | São Martinho Francês | 1 – 2     | Ilhas Virgens Americanas | Raymond E. Guishard Technical Centre, The Valley (Anguilla) |
| 15:00 (UTC−4)         | Dalmat 78'           | Relatório | Dennis 3' · Joseph 6'    | Árbitro: JAM Okeito Nicholson                               |

| 8 de setembro de 2019 | Ilhas Caimã                             | 3 – 2     | Barbados             | Complexo Esportivo Truman Bodden, George Town |
| 18:30 (UTC−5)         | Martin 5' · Ebanks 70' · Bellafonte 75' | Relatório | Hill 14' · Jules 74' | Árbitro: MEX Luis Santander                   |

| 12 de outubro de 2019 | São Martinho Francês      | 3 – 0     | Ilhas Caimã | Raymond E. Guishard Technical Centre, The Valley (Anguilla) |
| 15:00 (UTC−4)         | Bellechasse 64', 71', 75' | Relatório |             | Árbitro: JAM Oshane Nation                                  |

| 12 de outubro de 2019 | Barbados     | 1 – 0     | Ilhas Virgens Americanas | Wildey Turf, Bridgetown      |
| 20:00 (UTC−4)         | Blackman 55' | Relatório |                          | Árbitro: CRC Benjamín Pineda |

| 15 de outubro de 2019 | Ilhas Virgens Americanas | 0 – 4     | Barbados                                             | Bethlehem Soccer Stadium, Santa Cruz |
| 17:00 (UTC−4)         |                          | Relatório | Leacock 17' · Jules 77' · Lashley 80' · Phillips 90' | Árbitro: DOM Randy Encarnación       |

| 15 de outubro de 2019 | Ilhas Caimã         | 1 – 0     | São Martinho Francês | Complexo Esportivo Truman Bodden, George Town |
| 18:30 (UTC−5)         | J. Ebanks 75' (pen) | Relatório |                      | Árbitro: MEX Fernando Hernández               |

| 16 de novembro de 2019 | São Martinho Francês | 1 – 0     | Barbados | Raymond E. Guishard Technical Centre, The Valley (Anguilla) |
| 16:00 (UTC−4)          | Chevalier 81'        | Relatório |          | Árbitro: GUA Bryan López                                    |

| 16 de novembro de 2019 | Ilhas Caimã | 1 – 0     | Ilhas Virgens Americanas | Complexo Esportivo Truman Bodden, George Town |
| 19:30 (UTC−5)          | Hyde 17'    | Relatório |                          | Árbitro: PAN José Kellys                      |

| 19 de novembro de 2019 | Ilhas Virgens Americanas | 1 – 2     | São Martinho Francês            | Bethlehem Soccer Stadium, Santa Cruz |
| 20:00 (UTC−4)          | McGuiness 69'            | Relatório | Chevalier 39' · Bellechasse 49' | Árbitro: VIN Moeth Gaymes            |

| 19 de novembro de 2019 | Barbados                    | 3 – 0     | Ilhas Caimã | Wildey Turf, Bridgetown   |
| 20:00 (UTC−4)          | Hope 32', 90' · Lashley 86' | Relatório |             | Árbitro: SKN Kimbell Ward |

### Grupo B
| Pos. | Seleção                  | Pts | J | V | E | D | GP | GC | SG  |
| ---- | ------------------------ | --- | - | - | - | - | -- | -- | --- |
| 1    | Bahamas                  | 10  | 4 | 3 | 1 | 0 | 10 | 2  | +8  |
| 2    | Bonaire                  | 7   | 4 | 2 | 1 | 1 | 10 | 8  | +2  |
| 3    | Ilhas Virgens Britânicas | 0   | 4 | 0 | 0 | 4 | 5  | 15 | –10 |

|                          | Bonaire | Bahamas | Ilhas Virgens Britânicas |
| ------------------------ | ------- | ------- | ------------------------ |
| Bonaire                  |         | 1–1     | 4–2                      |
| Bahamas                  | 2–1     |         | 3–0                      |
| Ilhas Virgens Britânicas | 3–4     | 0–4     |                          |

| 6 de setembro de 2019 | Bonaire                                       | 4 – 2     | Ilhas Virgens Britânicas | Estádio Ergilio Hato, Willemstad (Curaçao) |
| 15:00 (UTC−4)         | Martha 74', 83' · Seinpaal 78' · Trinidad 81' | Relatório | Forbes 32', 90+2'        | Árbitro: VIN Moeth Gaymes                  |

| 9 de setembro de 2019 | Bahamas               | 2 – 1     | Bonaire        | Thomas Robinson Stadium, Nassau |
| 18:00 (UTC−4)         | Hall 49' · Hepple 78' | Relatório | Seinpaal 90+2' | Árbitro: ARU Ricangel de Leça   |

| 10 de outubro de 2019 | Ilhas Virgens Britânicas | 0 – 4     | Bahamas                                         | Warner Park, Basseterre (São Cristóvão e Nevis) |
| 19:00 (UTC−4)         |                          | Relatório | St. Fleur 37' (pen), 49' · Hall 55' · Carey 81' | Árbitro: SKN Trevester Richards                 |

| 13 de outubro de 2019 | Ilhas Virgens Britânicas                | 3 – 4     | Bonaire                                                              | Warner Park, Basseterre (São Cristóvão e Nevis) |
| 15:00 (UTC−4)         | Rowe 45+3' · Forbes 65' · Wiltshire 84' | Relatório | Cicilia 25' (pen) · R. Janga 88' · Medway 90+3' (g.c.) · Koffy 90+5' | Árbitro: VIN Moeth Gaymes                       |

| 14 de novembro de 2019 | Bahamas                               | 3 – 0     | Ilhas Virgens Britânicas | Thomas Robinson Stadium, Nassau |
| 19:00 (UTC−5)          | Joseph 9' · St. Fleur 11' · Carey 36' | Relatório |                          | Árbitro: SKN Tristley Bassue    |

| 17 de novembro de 2019 | Bonaire  | 1 – 1     | Bahamas     | Estádio Ergilio Hato, Willemstad (Curaçao) |
| 16:00 (UTC−4)          | Piar 43' | Relatório | Delancy 36' | Árbitro: GUA Walter López                  |

### Grupo C
| Pos. | Seleção    | Pts | J | V | E | D | GP | GC | SG  |
| ---- | ---------- | --- | - | - | - | - | -- | -- | --- |
| 1    | Guatemala  | 12  | 4 | 4 | 0 | 0 | 25 | 0  | +25 |
| 2    | Porto Rico | 6   | 4 | 2 | 0 | 2 | 6  | 12 | –6  |
| 3    | Anguila    | 0   | 4 | 0 | 0 | 4 | 2  | 21 | –19 |

|            | Guatemala | Porto Rico | Anguila |
| ---------- | --------- | ---------- | ------- |
| Guatemala  |           | 5–0        | 10–0    |
| Porto Rico | 0–5       |            | 3–0     |
| Anguilla   | 0–5       | 2–3        |         |

| 5 de setembro de 2019 | Guatemala                                                                                                  | 10 – 0    | Anguila | Estádio Doroteo Guamuch Flores, Cidade da Guatemala |
| 20:00 (UTC−6)         | Vargas 13' · J. Martínez 18' · Ceballos 37', 82' · Galindo 44' · Guerra 60', 72', 77', 86' · Márquez 90+1' | Relatório |         | Árbitro: DOM Randy Solano                           |

| 10 de setembro de 2019 | Porto Rico | 0 – 5     | Guatemala                                                                            | Estádio de Atletismo de Mayagüez, Mayagüez |
| 21:00 (UTC−4)          |            | Relatório | Ceballos 30' (pen) · Guerra 54' (pen) · Galindo 61' (pen) · Robles 66' · de León 89' | Árbitro: SLV Ismael Cornejo                |

| 12 de outubro de 2019 | Anguila | 0 – 5     | Guatemala                                                                | Raymond E. Guishard Technical Centre, The Valley |
| 20:00 (UTC−4)         |         | Relatório | Guerra 4' · Santeliz 18' · Ceballos 61' (pen) · Pérez 72' · Pineda 90+2' | Árbitro: GRN Reon Radix                          |

| 15 de outubro de 2019 | Anguila                     | 2 – 3     | Porto Rico                         | Raymond E. Guishard Technical Centre, The Valley |
| 20:00 (UTC−4)         | Lake-Bryan 76' · Morgan 89' | Relatório | Ferrer 39' · Padron 44' · Díaz 54' | Árbitro: ARU Ricangel de Leça                    |

| 16 de novembro de 2019 | Guatemala                                                                   | 5 – 0     | Porto Rico | Estádio Doroteo Guamuch Flores, Cidade da Guatemala |
| 19:00 (UTC−6)          | Gallardo 3' · Galindo 19' (pen) · Cincotta 45' · Álvarez 56' · Martínez 82' | Relatório |            | Árbitro: HON Nelson Salgado                         |

| 19 de novembro de 2019 | Porto Rico                       | 3 – 0     | Anguila | Estádio Juan Ramón Loubriel, Bayamón |
| 18:00 (UTC−4)          | Rivera 56', 68' (pen) · Vega 82' | Relatório |         | Árbitro: PAN Ariel Sánchez           |

### Grupo D
| Pos. | Seleção                 | Pts | J | V | E | D | GP | GC | SG  |
| ---- | ----------------------- | --- | - | - | - | - | -- | -- | --- |
| 1    | Guadalupe               | 12  | 4 | 4 | 0 | 0 | 20 | 2  | +18 |
| 2    | Turcas e Caicos         | 6   | 4 | 2 | 0 | 2 | 8  | 17 | –9  |
| 3    | São Martinho Neerlandês | 0   | 4 | 0 | 0 | 4 | 6  | 15 | –9  |

|                | Guadalupe | Turcas e Caicos | São Martinho (Antilhas Neerlandesas) |
| -------------- | --------- | --------------- | ------------------------------------ |
| Guadalupe      |           | 10–0            | 5–1                                  |
| Turks e Caicos | 0–3       |                 | 3–2                                  |
| Sint Maarten   | 1–2       | 2–5             |                                      |

| 7 de setembro de 2019 | Guadalupe                                                 | 5 – 1     | São Martinho Neerlandês | Stade René Serge Nabajoth, Les Abymes |
| 17:00 (UTC−4)         | Ramothe 5' · David 26', 61' · Baron 48' · Hauterville 89' | Relatório | Lake 83'                | Árbitro: CAN Pierre-Luc Lauzière      |

| 10 de setembro de 2019 | Turcas e Caicos | 0 – 3     | Guadalupe                                 | TCIFA National Academy, Providenciales |
| 15:00 (UTC−4)          |                 | Relatório | Mirval 13' (pen), 51' (pen) · Labylle 84' | Árbitro: PUR José Raúl Torres          |

| 10 de outubro de 2019 | São Martinho Neerlandês | 2 – 5     | Turcas e Caicos                                        | Estádio Ergilio Hato, Willemstad (Curaçao) |
| 19:00 (UTC−4)         | Lake 9', 36' (pen)      | Relatório | Forbes 18', 45+1', 87' (pen) · Beljour 59' · Magny 61' | Árbitro: SLV Ismael Cornejo                |

| 14 de outubro de 2019 | São Martinho Neerlandês | 1 – 2     | Guadalupe             | Estádio Ergilio Hato, Willemstad (Curaçao) |
| 18:00 (UTC−4)         | Lake 75' (pen)          | Relatório | Mirval 10' (pen), 35' | Árbitro: PAN José Kellys                   |

| 14 de novembro de 2019 | Turcas e Caicos                       | 3 – 2     | São Martinho Neerlandês  | TCIFA National Academy, Providenciales |
| 15:00 (UTC−5)          | Elcius 37' · Singh 75' · Forbes 90+2' | Relatório | Lake 12' · Boelijn 45+1' | Árbitro: PUR William Anderson          |

| 17 de novembro de 2019 | Guadalupe                                                                                             | 10 – 0    | Turcas e Caicos | Stade René Serge Nabajoth, Les Abymes |
| 19:00 (UTC−4)          | Mirval 3', 6', 53' · Valérius 7' · Ramothe 30', 75' · Durbant 39', 63' · Tille 80' · Anatol 90' (pen) | Relatório |                 | Árbitro: USA Nima Saghafi             |